# Erannis progemmaria
Erannis progemmaria är en fjärilsart som beskrevs av Jacob Hübner. Erannis progemmaria ingår i släktet Erannis och familjen mätare. Inga underarter finns listade i Catalogue of Life.